# Paolo Mario Virgilio Atzei

Wappen von Paolo Mario Virgilio Atzei

Paolo Mario Virgilio Atzei OFMConv (* 21. Februar 1942 in Mantua) ist ein italienischer Ordensgeistlicher und emeritierter römisch-katholischer Erzbischof von Sassari.

## Leben
Paolo Mario Virgilio Atzei trat der Ordensgemeinschaft der Minoriten am 17. September 1959 bei, legte die feierliche Profess am 27. Oktober 1963 ab und empfing am 18. Dezember 1966 die Priesterweihe.
Papst Johannes Paul II. ernannte ihn am 8. Februar 1993 zum Bischof von Tempio-Ampurias. Der Erzbischof von Oristano, Pier Giuliano Tiddia, spendete ihm am 28. März desselben Jahres die Bischofsweihe; Mitkonsekratoren waren Antonino Orrù, Bischof von Ales-Terralba, und Antonio Vitale Bommarco OFMConv, Erzbischof von Gorizia. Als Wahlspruch wählte er In perfecta laetitia servire.
Am 14. September 2004 wurde er zum Erzbischof von Sassari ernannt und am 31. Oktober desselben Jahres in das Amt eingeführt. Papst Franziskus nahm am 27. Juni 2017 seinen altersbedingten Rücktritt an.